# Códice Tudela
El Códice Tudela o Códice del Museo de América es un códice azteca del siglo XVI. Está considerado el segundo libro más importante de la colección del museo tras el Códice Tro-Cortesiano o Códice de Madrid (maya). Por necesidades de conservación lo que se expone al público es un facsímil y el original permanece guardado en la cámara acorazada del Museo. Forma parte de un grupo de códices coloniales de México conocido como Grupo Magliabechiano, junto con el Códice Magliabechiano (Biblioteca Nacional Central de Florencia), el Códice Ixtlilxóchitl I (la primera parte del Códice Ixtlilxóchitl) (Biblioteca nacional de Francia, París), el Códice Fiestas y el Códice Veitia (los dos últimos en la Real Biblioteca de Madrid), entre otros. 

## Historia
Hasta 1947 el códice perteneció a la familia Mínguez, de La Coruña. Se cree que fue un antepasado de esta familia, Pedro de Castro Salazar, quien lo trajo a España en el siglo XVII. El nombre con el que es conocido se debe a José Tudela de la Orden, entonces subdirector del Museo de América, quien lo presentó en el Congreso Internacional de Americanistas de París de 1947. Fue adquirido por 55.250 pesetas por el Ministerio de Educación Nacional, que lo adscribió al Museo de América, en el que ingresó el 1 de junio de 1948, y recibió el número de inventario 70.400.

## Descripción

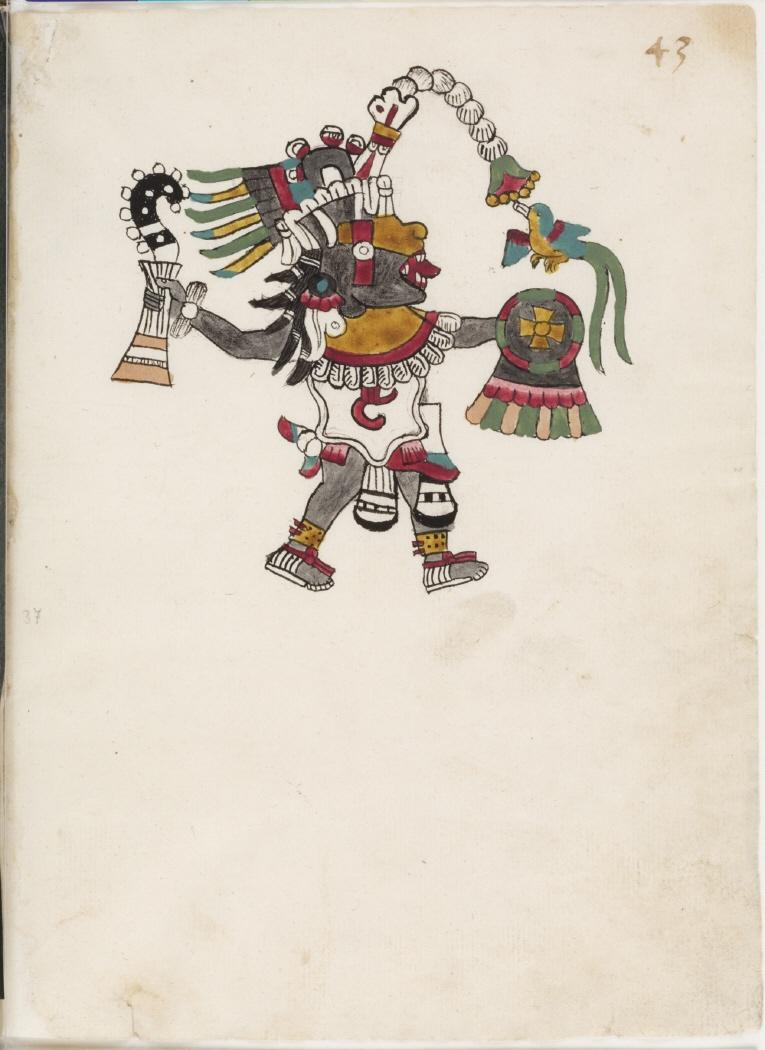
Página del códice.

Es un libro en cuarto (cada pliego era doblado dos veces). Está ejecutado en papel europeo verjurado de hilo, de 15,50 cm de anchura y 21 de altura, y encuadernado con tapas de papelón o cartón forradas en pergamino, con un tamaño total de 18 × 25 cm. Ha sufrido tanto intrusiones (se añadieron dos folios pertenecientes a otro cuadernillo), como pérdidas, ya que la paginación llega al 125, pero actualmente solo se conservan 119 folios, faltando del 5 al 10, ambos inclusive.
Su calificación tipológica es la de documento calendárico-ritual y etnográfico. Está compuesto de tres partes, realizadas en distintas fechas y por distintos autores: el Libro Indígena, el Libro Escrito Europeo y el Libro Pintado Europeo. El primero trata sobre la religión mexica. Fue llevado a cabo hacia 1540 por tres pintores indígenas (tlacuiloque) empleando ilustraciones y glifos de escritura logosilábica y según el estudio del profesor Juan José Batalla fue la fuente de todo el Grupo Magliabechiano. El segundo data de 1553 - 54 y en él un glosador-comentarista escribió, en español, un texto explicando las imágenes del primero. El último fue realizado después de 1554 y consiste en una serie de retratos de indígenas y representaciones del Templo Mayor, ejecutados por un artista local pero muy influenciado por la pintura europea del Renacimiento.

## Contenido
El Libro Indígena está integrado actualmente por siete secciones:
- Xiuhpohualli o ciclo de 18 meses, más dos fiestas móviles (folios 11-r a 30-r).
- Relación de dioses de los borrachos (folios 31-r a 41-r).
- Ciclo de Quetzalcoatl (folios 42-r y 43-r).
- Dioses del inframundo, ritos sobre enfermedad, formas de enterramiento y culto de Mictlantecuhtli (folios 44-r a 76-r). Esta sección contiene dos folios intrusos, el 74 y el 75, puesto que pertenecían a otro cuadernillo, actualmente desaparecido.
- Xiuhmolpilli o ciclo de 52 años (folios 77-v a 83-v).
- Mantas rituales (folios 85-v a 88-v).
- Tonalpohualli o ciclo de 260 días (folios 97-r a 125-r).[3]